# Microthele (Araneae)
Genre
Microthele est un genre d'araignées mygalomorphes de la famille des Macrothelidae.

## Distribution
Les espèces de ce genre sont endémiques de Chine.

## Liste des espèces
Selon World Spider Catalog (version 26, 13/04/2025) :
- Microthele sanheensis (Tang, Zhao & Yang, 2020)
- Microthele sphaerica (Zheng, Wu & Yang, 2024)
- Microthele undata (Tang, Zhao & Yang, 2020)

## Systématique et taxinomie
Ce genre a été décrit par Shao, Zhou et Lin en 2025 dans les Macrothelidae. Le nom Microthele Shao, Zhou & Lin, 2025 étant préoccupé par Microthele Brandt, 1835, il devra être renommé.  

## Publication originale
- Shao, Zhou & Lin, 2025 : « 大疣蛛科的分类学修订与新属描述（蜘蛛目，大疣蛛科）- Taxonomic revision of Macrothelidae Simon, 1892 and description of four new genera (Araneae, Macrothelidae). » The Indochina Entomologist, vol. 1, no 36, p. 337-350 (texte intégral) (zh).